# NGC 430
NGC 430 este o galaxie eliptică, posibil lenticulară, situată în constelația Balena. A fost descoperită în 1 octombrie 1785 de către William Herschel. De asemenea, a fost observată încă o dată în 20 decembrie 1827 de către John Herschel.